# Americana (àlbum de vídeo)
Americana és un àlbum de vídeos de la banda californiana de punk rock The Offspring. Conté vídeos de la banda amb la col·laboració d'extres i professionals d'esports extrems, i també alguna actuació musical de la banda. Malgrat que comparteix títol amb l'àlbum d'estudi publicat aquest mateix any (Americana), no conté cap videoclip relacionat amb aquest. Fou publicat en dos formats: VHS el 8 de desembre de 1998 i DVD el 14 de desembre de 1999.

## Llista de cançons
1. "Welcome to the Dollhouse"
2. "Garage Days"
3. "Cool to Hate"
4. "The Meaning of Life"
5. "Smash and Grab Part 1"
6. "All I Want"
7. "Mota"
8. "Smash and Grab Part 2"
9. "Gotta Get Away"
10. "Nitro"
11. "Take It Like a Man"
12. "Burn It Up"
13. "Bad Habit"
14. "Smash and Grab Part 3"
15. "Nothing from Something"
16. "Gone Away"
17. "Crossroads"
18. "Smash and Grab Part 4"
19. "Built for Speed"
20. "Self Esteem"
21. "The Final Battle"